# Кацис, Леонид Фридович
Леони́д Фри́дович Ка́цис (17 ноября 1958, Москва — 23 октября 2022, Москва) — российский филолог, историк культуры, литературный критик, специалист по русско-еврейской культуре и литературе. Доктор филологических наук (2002), профессор Российско-американского учебно-научного Центра библеистики и иудаики РГГУ (2008). Заместитель председателя Экспертного совета ВАК при Министерства образования и науки Российской Федерации по теологии.

## Биография
Родился в Москве в семье инженера Фрида Марковича Кациса (1930—2023), уроженца Бердичева. Дед, Марк Моисеевич (Мортко Мовшевич) Кацис (1889—1975), был участником Первой мировой войны.
Окончил Московский Институт химического машиностроения, факультет «Техническая кибернетика» (1981). Защитил кандидатскую диссертацию по филологии «Владимир Маяковский и Польша. Реконструкция исторической рецепции» (1994).
Доктор филологических наук (2002), докторская диссертация: «Владимир Маяковский и русский авангард в интеллектуальном контексте эпохи».
Член Академического Совета Центра научных работников и преподавателей иудаики в вузах «Сэфер» (Москва).
С 1997 года — преподаватель Российско-американского учебно-научного Центра Библеистики и Иудаики Российского государственного гуманитарного университета на внештатной основе, с 2003 года — в штате Центра Библеистики и Иудаики РГГУ.
В 2014 году возглавил научно-учебную лабораторию мандельштамоведения РГГУ, в 2019м стал лауреатом премии имени А.Л. Шанявского за выдающийся вклад в развитие фундаментальных гуманитарных исследований.
С 2019 по 2021 - директор центра библеистики и иудаики РГГУ, в 2021 году трансформированного в кафедру теологии иудаизма, библеистики и иудаики.
Основные направления исследований: русско-еврейские и иудео-христианские отношения в русской и еврейской культуре Нового времени, иудейская и еврейская образность русского авангарда, семантика апокалиптических образов и символов в различных культурах, история кровавого навета в Восточной Европе.
Автор более 200 научных работ и публикаций.

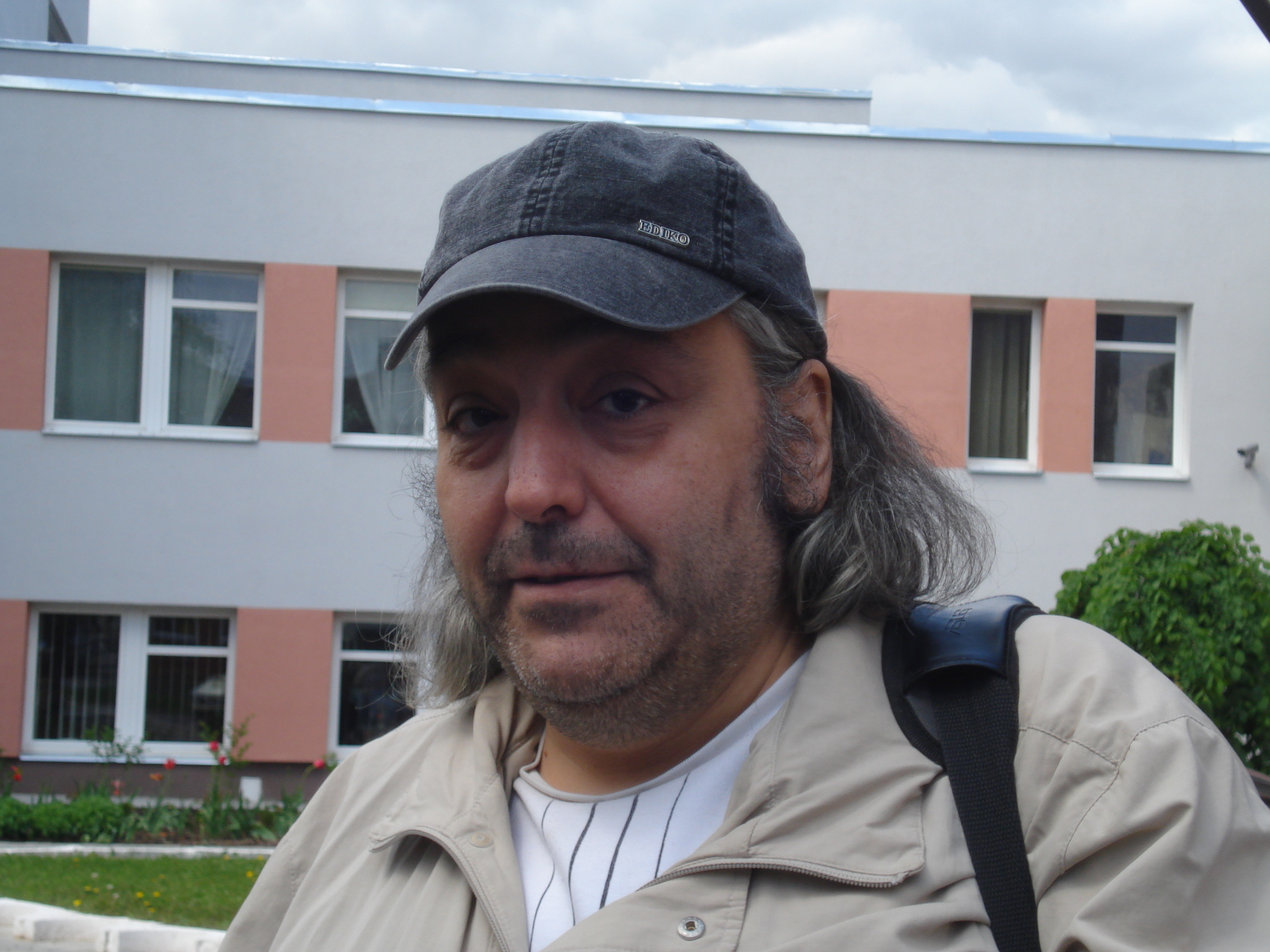
Леонид Кацис в 2011 году

31 октября 2001 года был участником 29-го выпуска научно-популярной передачи «Гордон» телеканала НТВ (тема выпуска — «Сталин как писатель»). Помимо этого участвовал в нескольких выпусках передачи «Игра в бисер» (авторской программы Игоря Волгина).
Скоропостижно скончался 23 октября 2022 года. Похоронен на Востряковском кладбище.
Первый том последней написанной Л. Ф. Кацисом книги «Политическая биография Осипа Мандельштама» был представлен на Вечере памяти в РГГУ.  
В 2024 году книга Л.Ф. Кациса "Политическая биография Осипа Мандельштама" получила приз "Лучшее издание по филологии"  на 10ом Всероссийском конкурсе «Университетская книга – 2024».

## Основные работы

### Книги
- Владимир Маяковский. Поэт в интеллектуальном контексте эпохи. — М.: Языки русской культуры, 2000.
  - Владимир Маяковский: поэт в интеллектуальном контексте эпохи. — Изд. 2-е, доп. — М.: РГГУ, 2004.
- Русская эсхатология и русская литература. — М.: ОГИ, 2000.
- Осип Мандельштам: мускус иудейства. — М.: «Мосты культуры», 2002.
- Кровавый навет и русская мысль. Историко-теологическое исследование дела Бейлиса. — М. — Иерусалим: «Мосты культуры» — Гешарим, 2006.
- «Славянская взаимность»: модель и топика: Очерки. М.: Regnum, 2011. (в соавторстве с М.П. Одесским).
- Владимир Маяковский. Роковой выстрел: документы, свидетельства, исследования. М.: АСТ: ОГИЗ, 2018.
- “Русская весна” Владимира Жаботинского: Атрибуция. Библиография. Автобиография. М.: РГГУ, 2019.
- Политическая биография Осипа Мандельштама. В 2 КН. М.: РГГУ, 2023.